# Без твоего взгляда
«Без твоего взгляда» (исп. Sin tu mirada) — мексиканская теленовелла 2017 года, производства продюсера Игнасио Сада Мадеро для телекомпании «Televisa», в главных ролях Клаудия Мартин, Освальдо де Леон, Ана Мартин, Клаудия Рамирес, Лус Елена Гонсалес и Эдуардо Сантамарина. Это второй мексиканский ремейк венесуэльской теленовеллы «Эсмеральда», созданной Делия Фиалло в 1970 году. Он транслировался с 13 ноября 2017 до 15 апреля 2018 года на телеканале «Las Estrellas».

## Сюжет
В бурную ночь Марина рождается, по-видимому, без жизни. Её принимает Дамиана, деревенская акушерка, которая за несколько часов до этого родила здорового ребёнка, но, к сожалению, его мать умерла. Дон Луис, отец Марины, с тех пор женился на Пруденсии, живёт решительно настроенным иметь сына, хочет наследника, который превосходит его прославленную фамилию Окаранца. К сожалению, Пруденсия не может иметь детей, что делает Ангусии её нана убедить её принести пользу семье с ребёнком, который осиротел как мать. Благодаря этому Луиса Альберто принимают в новой семье, где он растёт в окружении огромных денег и уезжает за границу, чтобы получить медицинскую карьеру. Между тем Марина чудесным образом выживает и растёт счастливой в окружении природы рядом с Дамианой, которая учит её познавать мир по-другому, потому что она слепа. Но когда Марина подрастает, в город приезжает доктор Изауро, который учит её читать, писать и готовить свою жизнь к тому, чтобы стать помощником в его медицинском кабинете.
В результате несчастного случая дом Дамианы загорелся вместе с Мариной. Исауро, не задумываясь, входит в хижину, чтобы спасти её, и его лицо изуродовано. Добрый, нежный и красивый доктор Изауро с этого момента становится обиженным, эгоистичным человеком. Отшельник, который только позволяет и наслаждается компанией Марины. Окаранца возвращается на ранчо. Пруденсия просит свою няню найти могилу дочери. Ангустий находит Дамиану, но она отказывается признать правду. Она хотела сказать им, что девушка не умерла, но они ушли, и она не согласилась бросить Марину, так как спустя более 20 лет они наконец начали интересоваться ею. У Марины есть замечательная подруга по имени Торибио, хотя она и старше, но её дух - дух восьмилетнего ребёнка. Торибио любит её и всегда был его приятелем. Однажды, когда Марина и Торибио весело проводят время, они боятся услышать пулю. Торибио скрылся, но Марина столкнулась с Луисом Альберто и попросила его не убивать, не ранить и не пугать животных, которые ничего не делали. Альберто очень впечатлён девушкой и пытается приблизиться к ней, но Марина не позволяет этого, пока однажды они не встретятся снова, Альберто обещает никогда больше не брать пистолет. Прекрасное чувство, которого никто не знал, растёт между Мариной и Альберто. Притяжение настолько сильное, что в результате несчастного случая, который приближает их слишком близко, они целуются в губы и с душой. Альберто реагирует и чувствует себя ужасно, потому что он парень Ванессы в течение нескольких лет. Он извиняется перед Мариной, говорит ему, что это было ошибкой, и прощается. Марина не понимает, что для Альберто ошибкой является то, что она была самой красивой в её жизни.
Альберто безуспешно пытается продолжить свою жизнь, но Марина поймала его сердце. Альберто решает прекратить свои отношения с Ванессой, что она не принимает, потому что её мать, Сусана, заставляет его желать его. Брак ожидается и требуется обеими семьями. Родители Альберто отвергают идею, что её сын связывается со слепой деревенской девушкой, с которой они плохо обращаются и унижают как выскочку, но любовь Альберто и Марины огромна, поэтому они тайно женятся, и когда она представляется как его жена, конфликт настолько велика, что Дамиана раскрывает обмен детьми. Дон Луис отказывается верить, что у него слепая дочь, и отвергает её.
После того, как Исауро узнаёт о свадьбе Луиса Альберто и Марины, он говорит Марине, которая вышла замуж за другого человека, который не является им, что он всегда любил её и рисковал своей жизнью, чтобы спасти её. После этого веского аргумента Марина заболевает, и Изауро решает дать ей лекарство, чтобы успокоить её, но она только спит, и он использует её в своих интересах. Марина просыпается в постели с ним, и он говорит ей, что она занималась с ним сексом. Марина говорит об этом Луису Альберто, и он отказывается иметь ребёнка в результате изнасилования, поэтому они оба разлучаются и решают следовать по своему пути друг другу. Через некоторое время после того, как Марина встречается с Рикардо Базаном, офтальмологом, который помогает ей пройти операцию, и чтобы её можно было достичь, первое, что она видит, - это улыбка её сына Рафаэля. Позже Марина обнаруживает, что Луис Альберто всегда был рядом с ней, так как они работают в одном и том же месте, но благодаря Лукреции, новой подруге Луиса Альберто, которая сделает всё возможное, чтобы разлучить их, с помощью Рикардо, который также влюбился в Марину.

## В ролях
- Клаудия Мартин — Марина Риос
- Освальдо де Леон — Луис Альберто
- Ана Мартин — Ангустиас Гальвес
- Клаудия Рамирес — Пруденсия Арсуага
- Лус Елена Гонсалес — Сусана Балмаседа
- Эдуардо Сантамарина — Дон Луис Альберто
- Карлос де ла Мота — Исауро Сотеро
- Сесилия Туссен — Дамиана Риос
- Луис Баярдо — Торибио Гусман
- Игнасио Гуадалупе — Бальдомеро
- Серхио Рейносо — Маргарито Прието
- Пабло Брачо — Сакариас
- Алехандра Хурадо — Рамона
- Эммануэль Орендай — Паулино Прието
- Илсе Икеда — Иоланда Прието
- Скарлет Грубер — Ванесса Виллослада
- Хуан Мартин Хорегуи — Рикардо Базан
- Кандела Маркес — Лукреция Самудио
- Лурдес Мунгуия — Кристина
- Оливия Бусио — Энкарнасьон
- Умберто Элизондо — Орасио Самудио

## Рейтинги
| Сезон     | Временной интервал        | Эпизод | Премьера       | Премьера         | Финал          | Финал              |
| Сезон     | Временной интервал        | Эпизод | Свидание       | Премьер рейтинги | Свидание       | Финальные рейтинги |
| --------- | ------------------------- | ------ | -------------- | ---------------- | -------------- | ------------------ |
| 2017-2018 | Понедельник-пятница 16:30 | 112    | 13 ноября 2017 | 20.43            | 15 апреля 2018 | 22.03              |

## Награды и номинации
| Год  | Награда            | Категория                      | Получатель          | Результат |
| ---- | ------------------ | ------------------------------ | ------------------- | --------- |
| 2018 | Premios TVyNovelas | Лучший антагонист актёра       | Эдуардо Сантамарина | Номинация |
| 2018 | Premios TVyNovelas | Лучшая соведущая актриса       | Клаудия Рамирес     | Номинация |
| 2018 | Premios TVyNovelas | Лучший ведущий актёр           | Карлос де ла Мота   | Номинация |
| 2018 | Premios TVyNovelas | Лучшая актриса второго плана   | Сесилия Туссен      | Номинация |
| 2018 | Premios TVyNovelas | Лучший актёр второго плана     | Серхио Рейносо      | Номинация |
| 2018 | Premios TVyNovelas | Лучшая молодая ведущая актриса | Скарлет Грубер      | Номинация |
| 2018 | Premios TVyNovelas | Лучший молодой ведущий актёр   | Эммануэль Орендай   | Номинация |